# Agent trouble (film)
Pour les articles homonymes, voir Agent trouble.
Pour plus de détails, voir Fiche technique et Distribution.
Agent trouble est un film français réalisé par Jean-Pierre Mocky, d'après le roman de Malcolm Bosse, sorti en salles en 1987.

## Synopsis
Lors d'une randonnée dans une province enneigée, Victorien, jeune homme bohème idéaliste et marginal trouve un car touristique arrêté en bord de route. À l'intérieur, tous les voyageurs sont morts. Il a juste le temps de dépouiller les cadavres de leurs bijoux et de leurs portefeuilles, avant que le conducteur du car ne revienne prendre possession du véhicule. De retour à Paris, Victorien raconte son aventure à sa tante Amanda, laquelle, soucieuse de protéger son neveu, décide d'en informer Stanislas, son ancien mari qui est chef de cabinet au ministère de l'Intérieur. Quelques jours plus tard, le car est retrouvé au fond d'un lac. 
Après avoir maquillé leur forfait en accident, les auteurs du crime sont maintenant sur la piste de Victorien qui, lors de sa collecte, a perdu son carnet d'adresses dans le car. Alex, homme à la gâchette facile et passant inaperçu sous sa couverture d'antiquaire parisien, est chargé de récupérer les objets dérobés. Alors que les cadavres continuent à s'aligner, Amanda qui a compris qu'elle était en danger à son tour, part enquêter en Alsace.
Elle prend alors place comme voyageuse dans un autre car du circuit touristique où avait eu lieu le drame.

## Fiche technique
- Titre original : Agent trouble
- Réalisation : Jean-Pierre Mocky
- Scénario : Jean-Pierre Mocky, d'après l'œuvre de Malcolm Bosse The man who loved zoos
- Musique : Gabriel Yared
- Photographie : William Lubtchansky
- Montage : Jean-Pierre Mocky et Bénédicte Teiger
- Décors : Michèle Abbé-Vannier
- Costumes : Caroline de Vivaise
- Assistants réalisateur : Jean Philippe Bonnet, Gilbert Guichardière, Marc Guilbert
- Son : Jean-Bernard Thomasson, Jean-Pierre Fénié
- Directeur de production : Gérard Gaultier
- Régie : Jean-Claude Cartier
- Production : Maurice Bernart, Jean-Pierre Mocky
- Société de production : AFC, KOALA Films
- Pays d'origine :  France
- Genre : thriller
- Budget :
- Durée : 90 minutes
- Format : Couleur
- Date de sortie : 
  - France : 19 août 1987

## Distribution
- Catherine Deneuve : Amanda Weber
- Richard Bohringer : Alex, antiquaire et barbouze
- Tom Novembre : Victorien, neveu d'Amanda
- Dominique Lavanant : Catherine 'Karen' Dariller
- Sophie Moyse : Delphine, employée et maîtresse d'Alex
- Kristin Scott Thomas : Julie, aimée de Victorien
- Héléna Manson : Mme Sackman, la directrice du musée
- Hervé Pauchon : Tony, complice d'Alex
- Charles Varel : Norbert, le chauffeur du car
- Maxime Leroux : Le docteur Arms
- Sylvie Joly : Edna, amie d'Amanda
- Pierre Arditi : Stanislas Gautier, ex-mari d'Amanda
- Antoine Mayor : Tintin
- Dominique Zardi : Le gardien de l'immeuble d'Amanda
- Isabelle Mergault : La serveuse
- Jacques Boudet : L'écrivain ethnologue
- Jean-Pierre Clami : Le gardien du zoo
- Pierre-Marcel Ondher : Le propriétaire du car
- Jean Abeillé : L'agriculteur
- Gaby Agoston : Le réceptionniste de l'auberge
- Frankie Pain : Une touriste
- Élisabeth Vitali : La stagiaire du musée
- Christian Chauvaud : Le serveur de l'auberge
- Jean Cherlian : Un client chez Tintin
- Vincent Ferniot

non crédités :
- Jean-Pierre Mocky : L'agent de la DST
- Jean-Marie Blanche : Un touriste
- Maurice Lamy : Le gnome
- Jean-Claude Romer : Un employé du musée
- Anne Zamberlan : Une touriste
- Rachid Mebarki : un serveur